# Nomada citrina
Nomada citrina là một loài Hymenoptera trong họ Apidae. Loài này được Cresson mô tả khoa học năm 1878.